# Joshee (cràter)
Joshee és un cràter d'impacte en el planeta Venus de 37 km de diàmetre. Porta el nom d'Anandi Gopal Joshi (1865-1887), metgessa índia, i el seu nom va ser aprovat per la Unió Astronòmica Internacional el 1994.